# Landkreis Roth
Landkreis Roth ligger i den sydøstlige del af det bayereske Regierungsbezirk Mittelfranken i Tyskland.
Nabokreise er mod nord Landkreis Fürth, den Kreisfri by Schwabach og Nürnberg samt Landkreis Nürnberger Land, mod øst Landkreis Neumarkt in der Oberpfalz, mod syd landkreisene Eichstätt og Weißenburg-Gunzenhausen og mod vest Landkreis Ansbach.

## Geografi
Landkreis Roth ligger i det „geografiske centrum“ af Bayern, i Fränkisches Seenland og i Naturpark Altmühltal. Den sydlige del af området ligger i Fränkische Alb med højder op til 612 moh. (ved Reinwarzhofen, i kommunen Thalmässing). Det største vandløb i området er floden Rednitz, der i nærheden af Georgensgmünd dannes ved sammenløbet af kildefloderne Fränkische Rezat og Schwäbische Rezat, og løber mod øst, og senere mod nord, og forlader landkreisen ved Schwabach.
Ud over mange kilder og mindre floder er der også kunstige vandløb og søer: Main-Donau-Kanalen løber i den østlige del af området fra nord mod sydøst, samt Brombachsee og Rothsee, der er lavvandede opstemmede søer af Regnitz og Mains der benyttes til rekreative og turistmæssige formål.
Landkreises Roth ier landskabsmæssigt tvedelt: Mod nord er det præget af den tætte skov Lorenzer Reichswald sølandskabet, mens begyndelsen til jurabjergene har dybe dale, stejle klippevægge og højsletter. Derimellem er der eng- og markarealer, naturligt bevoksede floddale og bakkeland.

## Byer og kommuner
Kreisen havde 126958 indbyggere pr. 2018-12-31

| Byer 1. Abenberg (5511) 2. Greding (7126) 3. Heideck (4653) 4. Hilpoltstein (13624) 5. Roth (25593) 6. Spalt (5023) Købstæder 1. Allersberg (8337) 2. Schwanstetten (7289) 3. Thalmässing (5203) 4. Wendelstein (15833) Kommuner 1. Büchenbach (5240) 2. Georgensgmünd (6706) 3. Kammerstein (3076) 4. Rednitzhembach (6831) 5. Rohr (3715) 6. Röttenbach (3198) Kommunefri områder (23,19 km²) 1. Abenberger Wald (3,14 km²) 2. Dechenwald (1,66 km²) 3. Forst Kleinschwarzenlohe (13,87 km²) 4. Heidenberg (3,23 km²) 5. Soos (1,29 km²) |